# Pogromy lwowskie (1941)
Pogromy lwowskie w 1941 – pogromy ludności żydowskiej Lwowa, które miały miejsce latem 1941, po ataku Niemiec na ZSRR i rozpoczęciu okupacji miasta przez III Rzeszę, w szczególności pogrom z 30 czerwca – 2 lipca 1941.

## Tło wydarzeń

### Wzrost nastrojów antysemickich w latach 1939–1941
We wrześniu 1939 roku nazistowskie Niemcy wspólnie ze Związkiem Radzieckim dokonały podziału państwa polskiego. Na mocy postanowień paktu Ribbentrop-Mołotow Lwów wraz z resztą ziem wschodnich II Rzeczpospolitej znalazł się pod okupacją sowiecką.
Żydów, którzy znaleźli się w sowieckiej strefie okupacyjnej, nie ominęły negatywne skutki rządów stalinowskich. Władze sowieckie nieprzyjaźnie traktowały religię, tradycję i kulturę żydowską. Rozwiązaniu uległy żydowskie organizacje polityczne, społeczne, kulturalne i religijne. Ofiarą terroru NKWD padali działacze niekomunistycznych partii i ugrupowań żydowskich, w tym syjoniści i bundowcy, a także Żydzi zatrudnieni przed wojną w polskim aparacie państwowym i przedstawiciele szeroko rozumianych warstw posiadających. Należące do Żydów przedsiębiorstwa, warsztaty i nieruchomości były nacjonalizowane. Szerokich mas ludności żydowskiej nie ominęła pauperyzacja spowodowana wprowadzeniem gospodarki nakazowo-rozdzielczej. Dziesiątki tysięcy żydowskich uchodźców, którzy zbiegli z ziem znajdujących się pod okupacją niemiecką, zostało deportowanych w głąb ZSRR.
Z drugiej strony nowa władza otworzyła przed Żydami, zwłaszcza młodszymi wiekiem, niedostępne dotąd ścieżki awansu społecznego. We wrześniu 1939 roku wielu Żydów, kierując się różnymi motywacjami, entuzjastycznie powitało wkraczającą Armię Czerwoną. Niektórzy aktywnie włączyli się w tworzenie porządku okupacyjnego, współpracując z Sowietami w charakterze tajnych współpracowników NKWD lub wstępując w szeregi milicji czy aparatu partyjnego. Wielu innych znalazło zatrudnienie w aparacie administracyjnym lub gospodarczym. 
Ten awans społeczny, nawet jeśli nie wiązał się bezpośrednio z działalnością na szkodę współobywateli, wzbudził szok i głębokie rozgoryczenie wśród Polaków i Ukraińców, gdyż kłócił się z utrwalonym przez wieki postrzeganiem Żydów i ich roli społecznej. W efekcie choć różne były postawy i losy Żydów pod okupacją sowiecką, zazwyczaj postrzegano ich jako monolit i zgodnie ze stereotypem „żydokomuny” utożsamiano całkowicie z systemem sowieckim i stosowaną przezeń polityką terroru.

### Masakry więzienne NKWD

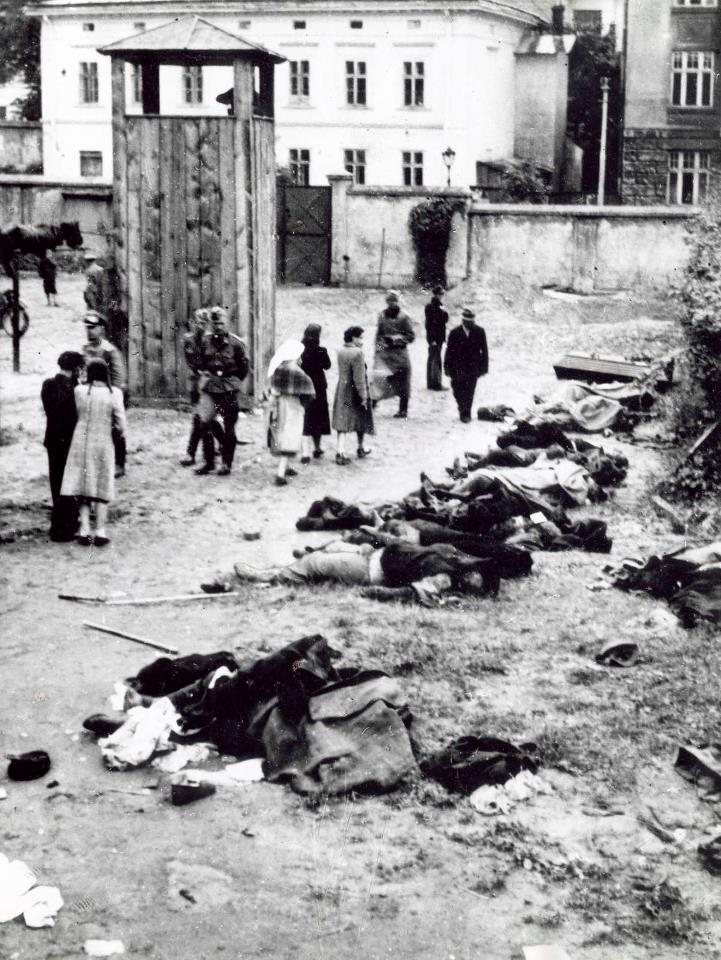
Zwłoki ofiar NKWD na podwórzu więzienia przy ul. Łąckiego

22 czerwca 1941 roku nazistowskie Niemcy dokonały inwazji na Związek Radziecki. Lwów leżał w tym czasie w odległości około 80 kilometrów od granicy. W okupowanym przez Sowietów mieście funkcjonowały trzy więzienia: więzienie przy ul. Łąckiego (więzienie nr 1), pełniące funkcję więzienia wewnętrznego NKGB, więzienie na Zamarstynowie (więzienie nr 2), przed wojną pełniące funkcję więzienia wojskowego oraz więzienie przy ul. Kazimierzowskiej (więzienie nr 4), potocznie zwane „Brygidkami”.
Początkowo, w myśl opracowanych jeszcze przed wojną planów, NKWD zamierzało wywieźć więźniów w głąb ZSRR. Brak odpowiedniej liczby wagonów kolejowych, chaos pierwszych dni wojny i szybkie postępy wojsk niemieckich sprawiły, że plany ewakuacji lwowskich więzień szybko stały się niewykonalne. Władze sowieckie były jednak zdecydowane nie dopuścić, aby „wrogowie ludu” zostali uwolnieni przez Niemców. 24 czerwca ludowy komisarz spraw wewnętrznych Ławrientij Beria wydał obwodowym urzędom NKGB rozkaz rozstrzelania wszystkich więźniów politycznych przetrzymywanych w zachodnich obwodach ZSRR, których ewakuacja była niemożliwa. W myśl rozkazu Berii stracone miały zostać osoby skazane za „działalność kontrrewolucyjną”, „działalność antysowiecką”, sabotaż i dywersję, a także więźniowie polityczni znajdujący się w śledztwie.
Masakry we lwowskich więzieniach odbywały się zwykle według podobnego schematu. Funkcjonariusze NKWD i NKGB wywoływali więźniów z cel, po czym pojedynczo lub w małych grupkach wprowadzali ich do więziennych piwnic i tam mordowali. Indywidualne i masowe egzekucje odbywały się także na więziennych podwórzach. W ostatnich godzinach przed wkroczeniem do miasta oddziałów niemieckich enkawudziści mordowali więźniów bezpośrednio w celach, otwierając ogień przez kraty bądź wrzucając granaty do przepełnionych pomieszczeń. Zwłoki grzebano w mogiłach wykopanych na terenie więzień lub pozostawiano w celach i piwnicach (niektóre z nich zamurowano). Czasami ofiary zakopywano także poza więzieniami, na przykład w parku Bodnara. Egzekucje przeprowadzano przy włączonych silnikach samochodowych, chcąc w ten sposób zagłuszyć odgłosy strzałów i krzyki mordowanych. W tym samym czasie okoliczne ulice obstawiała sowiecka milicja, uniemożliwiając osobom postronnym dostęp do więziennych budynków. Eksterminacja więźniów trwała do momentu opuszczenia Lwowa przez wojska sowieckie.
Liczba ofiar pozostaje trudna do ustalenia. Szacunki badaczy wahają się od 3–3,5 tysiąca do 7 tysięcy zamordowanych. Większość zabitych stanowili Ukraińcy; drugą grupą narodowościową pod względem liczby ofiar byli natomiast Polacy. Prawdopodobnie we lwowskich więzieniach zamordowano także co najmniej kilkuset Żydów.

### Zajęcie Lwowa przez Niemców

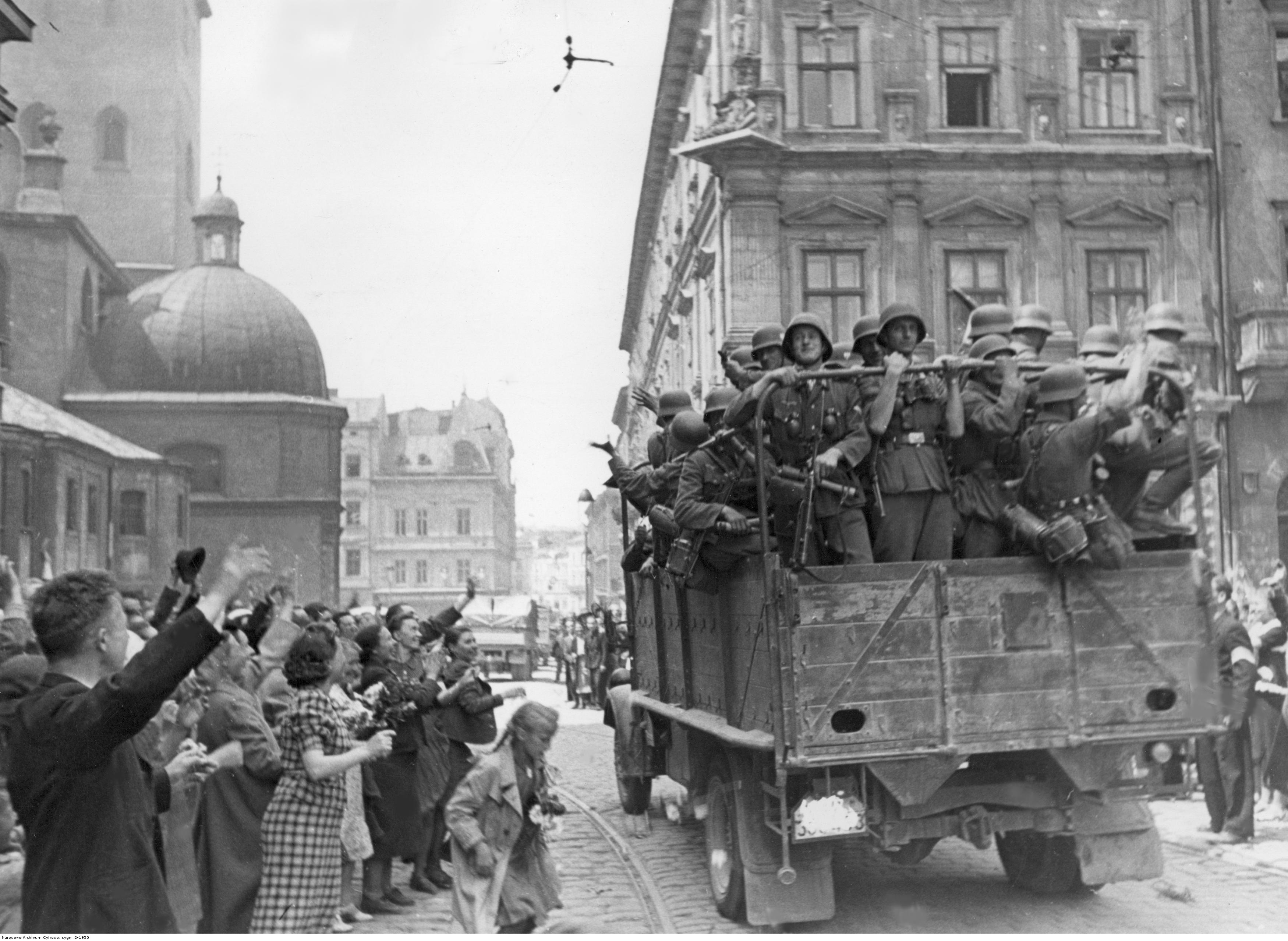
Lwów. Ludność cywilna wita wkraczające do miasta wojsko niemieckie

29 czerwca pierwsze oddziały 1 Dywizji Górskiej Wehrmachtu osiągnęły przedmieścia Lwowa, lecz dowództwo jednostki odłożyło wkroczenie do miasta na dzień następny. Zadanie zajęcia Lwowa przydzielono dwóm batalionom z 98 i 99 pułku strzelców górskich oraz pomocniczo 1 batalionowi pułku Abwehry "Brandenburg". Jednakże krótko po północy ukraińscy zwiadowcy z przydzielonego do pułku "Brandenburg" batalionu "Nachtigall" wrócili ze Lwowa z doniesieniami o tym, że miasto jest niemalże całkowicie opuszczone przez siły sowieckie i że doszło w nim do masakry więźniów, a w jednym z płonących więzień mają wciąż znajdować się żywi niemieccy jeńcy i Ukraińcy. W tej sytuacji dowódca pułku "Brandenburg" major Friedrich Wilhelm Heinz zdecydował o natychmiastowym wysłaniu swojej jednostki do Lwowa, nie czekając na ruch oddziałów 1 Dywizji Górskiej.
30 czerwca o godzinie 3:30 dwie kompanie "Brandenburg" oraz trzy kompanie "Nachtigall" wyruszyły drogą Rzęsna-Lwów w kierunku centrum miasta. Doszło tu do krótkich potyczek z małymi oddziałami sowieckimi. O godzinie 4 czołówka grupy osiągnęła wzgórze świętojurskie. W ciągu dwóch następnych godzin podkomendni mjra Heinza zajęli 31 obiektów, w tym ratusz, dworzec kolejowy, pocztę, stację radiową, a także więzienia. Pododdziały 98 i 99 pułku strzelców górskich zajęły wzgórze zamkowe i cytadelę. O godzinie 8:30 władzę w ratuszu objął jako wojskowy dowódca miasta płk Wintergerst, oficer 1 Dywizji Górskiej.
Przed południem 30 czerwca do Lwowa dotarło Sonderkommando 4b (część Einsatzgruppe C) i zajęło dawną siedzibę NKWD na ulicy Pełczyńskiej. Następnego dnia wczesnym rankiem do miasta przybył sztab całej grupy z Ottonem Raschem na czele, w trakcie dnia do Lwowa dotarły dwie inne części grupy - Einsatzkommanda 5 i 6.
Wkraczające do Lwowa wojska niemieckie były entuzjastycznie witane przez ludność miasta, szczególnie przez Ukraińców. Powszechnie spodziewano się, że dojdzie do proklamacji państwa ukraińskiego. Wznoszono okrzyki takie jak "Niech żyją Adolf Hitler i Stefan Bandera - śmierć Żydom i komunistom”. Żołnierze "Nachtigall" pozdrawiali witających okrzykami "Sława Ukrajini" (Chwała Ukrainie). Miasto udekorowano niemieckimi i ukraińskimi flagami. Entuzjazm nie udzielił się Żydom, którzy obawiali się pogromu i rządów niemieckich.
Żołnierze pułku "Brandenburg" i batalionu "Nachtigall" odkryli w zajętych więzieniach ciała pomordowanych więźniów. Roman Szuchewycz odnalazł w więzieniu przy ul. Łąckiego zwłoki swojego brata, Jurija. Fala doniesień o masakrach więziennych szybko rozeszła się po Lwowie, tym bardziej, że plotki o tych wydarzeniach krążyły po mieście jeszcze przed nadejściem Niemców. Już od rana 30 czerwca przed więzieniami gromadziły się tłumy lwowian, ale wartownicy nie wpuszczali ich do środka. Ogrom i okrucieństwo sowieckiej zbrodni wywołały ogromne wzburzenie mieszkańców. Gniew ludności skierował się przeciwko Żydom, których zgodnie ze stereotypem "żydokomuny" powszechnie utożsamiano z systemem sowieckim. Jeden z niemieckich oficerów zanotował tego dnia, że w mieście wśród Ukraińców panowały nastroje pogromowe.
Po południu płk Wintergerst wysłał żandarmerię polową (Feldgendarmerie) do pilnowania więzień. Stopniowo zwalniała ona żołnierzy "Brandenburg" i "Nachtigall" z zadań wartowniczych, ale elementy obu jednostek były obecne na terenie więzień jeszcze 2 lipca.

### Proklamacja państwa ukraińskiego
Już 30 czerwca rano banderowska frakcja Organizacji Ukraińskich Nacjonalistów (OUN-B) przystąpiła we Lwowie do tworzenia milicji (Ukraińskiej Milicji Narodowej). Nabór do milicji ruszył w okolicach katedry św. Jura przy udziale Romana Szuchewycza. Milicjantów rekrutowano z członków grup marszowych, miejscowych członków OUN oraz, w mniejszości, z byłych milicjantów sowieckich narodowości ukraińskiej (być może również zakonspirowanych członków OUN). Jedynie ci ostatni posiadali mundury, z których usunięto sowieckie emblematy zastępując je tryzubami. Pozostali, ubrani po cywilnemu, zakładali na lewy rękaw niebiesko-żółte opaski. Milicjantów wysyłano w różne części miasta z zadaniem obsadzenia ważnych obiektów infrastruktury. 
Także 30 czerwca do Lwowa dotarła grupa ważnych działaczy OUN-B na czele z zagorzałym antysemitą Jarosławem Stećką, desygnowanym przez Stepana Banderę na premiera przyszłego ukraińskiego rządu (sam Bandera pozostał na terenie Generalnego Gubernatorstwa). Wieczorem tego dnia w gmachu towarzystwa „Proswita”, w obecności około 60-100 działaczy ukraińskich Stećko ogłosił tzw. Akt odnowienia Państwa Ukraińskiego zapowiadając ścisłą współpracę, w tym militarną, tworzonego państwa z III Rzeszą. Natychmiast przystąpił do tworzenia rządu, powierzył też Iwanowi Rawłykowi zadanie tworzenia milicji.
Akt proklamacji państwa ukraińskiego odczytano niezwłocznie w lwowskim radio (przemianowanym na „Radiostację im. Jewhena Konowalca”), opanowanym przez „Nachtigal”. Informowały o nim także plakaty i ulotki, które rozpowszechniano we Lwowie najpóźniej 1 lipca. Towarzyszyła temu agresywna kampania propagandowa skierowana przeciwko mniejszościom narodowym, w tym antysemicka. „Narodzie – wiedz! Moskwa, Polska, Madziarzy, żydostwo – twój wróg. Niszcz ich!” - brzmiał fragment jednej z odezw podpisanej przez "Łehendę" - krajowego przewodniczącego OUN-B na zachodniej Ukrainie Iwana Kłymiwa. Obecność tego typu ogłoszeń we Lwowie w dniu pogromu została odnotowana przez ofiary. Hasła te były zgodne z programem OUN-B, który uznawał Żydów, Polaków i Rosjan za narody "wrogie", a samych Żydów za "podporę reżimu bolszewickiego", z którą należy "walczyć". Przyszłe państwo ukraińskie miało być pozbawione mniejszości narodowych, które miały być z jego terytorium stopniowo usuwane, poprzez eksterminację albo wypędzenia. Asymilację Żydów wykluczano.

### Instrukcje Heidricha
17 czerwca 1941 szef Głównego Urzędu Bezpieczeństwa Rzeszy Reinhard Heydrich na odprawie dotyczącej prowadzenia wojny na terenie ZSRR nakazał funkcjonariuszom Einsatzgruppen zachęcanie i inspirację pogromów antyżydowskich przez miejscową ludność. Miało to być zrobione tak, aby nie pozostał żaden ślad wskazujący na Niemców. Instrukcje te zostały powtórzone w formie pisemnej 29 czerwca 1941, być może dlatego, że do tego czasu liczba pogromów była niewielka. Fragment telegramu Heydricha z 29 czerwca: 

„W nawiązaniu do moich wywodów na spotkaniu z 17 czerwca w Berlinie przypominam: 1. Nie należy stawiać przeszkód dążeniom do samooczyszczania występującym na nowo zajętych terenach w kręgach antykomunistycznych i antyżydowskich. Przeciwnie, należy je wywoływać, nie pozostawiając śladu; jeśli to potrzebne – intensyfikować oraz kierować na odpowiednie tory w taki jednak sposób, żeby miejscowe „koła samoobrony” nie mogły później powoływać się na rozporządzenia lub udzielone polityczne obietnice.

W zachowanej niemieckiej dokumentacji nie ma jasnych dowodów na inspirację pogromu lwowskiego przez Einsatzgruppe w myśl instrukcji Heydricha. Niemniej historycy (Kai Struve, John-Paul Himka, Grzegorz Rossoliński-Liebe, Bogdan Musiał) dopuszczają możliwość, że do takiej prowokacji doszło. Dieter Schenk nie ma co do tego wątpliwości.

## Pogrom
Do pierwszych antyżydowskich wystąpień we Lwowie mogło dojść już 26 czerwca 1941, a więc jeszcze podczas okupacji sowieckiej. Takie informacje otrzymał Wehrmacht od dwóch Ukraińców, którzy uciekli z miasta; brak jest potwierdzenia tych doniesień w innych źródłach.
30 czerwca po południu Wehrmacht nakazał podjęcie niezwłocznych czynności, które miałyby zapobiec zagrożeniu epidemicznemu stwarzanemu przez masy rozkładających się zwłok na terenie lwowskich więzień. Niemiecki rozkaz pozwalał także krewnym na identyfikację osób zastrzelonych przez NKWD. Jeszcze tego samego dnia ukraińska milicja przystąpiła do wyłapywania Żydów na ulicach i zapędzania ich do więzień celem dokonywania ekshumacji zwłok. Było to zgodne z praktyką Wehrmachtu wykorzystywania Żydów do prac przymusowych i zlecania rekrutacji przymusowych pracowników i nadzoru nad nimi lokalnym milicjom. Już wówczas doszło do pierwszych zamieszek i aktów przemocy wobec Żydów, ale były one ograniczone. Tadeusz Zaderecki wspominał, że tego dnia grupę Żydów zmuszono do sprzątania Rynku i sąsiednich ulic. Niektórzy czyścili bruk szczoteczkami do zębów, a tłum popychał i kopał pracujących. Żydówki czyściły też kuchnię polową "Nachtigalla", którą ustawiono na Rynku.
1 lipca od rana ukraińska milicja ponownie zaczęła przeczesywać miasto, wyciągając z domów żydowskich mieszkańców i chwytając żydowskich przechodniów. Zatrzymanych – mężczyzn, a w niektórych miejscach również kobiety i dzieci - zapędzano do różnych prac przymusowych, w tym do ekshumacji i oczyszczania zwłok w trzech lwowskich więzieniach - przy ulicy Łąckiego, przy ulicy Zamarstynowskiej oraz przy ulicy Kazimierzowskiej ("Brygidki"), które stały się głównymi arenami pogromu. W wyłapywaniu i eskortowaniu Żydów uczestniczyli czasem Niemcy. Przy wkraczaniu do mieszkań dochodziło do rabunków mienia i pobić. Do działań milicji spontanicznie przyłączali się niektórzy nieżydowscy mieszkańcy miasta. Poziom agresji wobec ofiar był tym razem znacznie wyższy niż poprzedniego dnia. Żydzi pędzeni ulicami byli bici i maltretowani przez milicjantów oraz tłumy cywili. Bito zarówno gołymi rękami jak i różnymi przedmiotami, m.in. pałkami, prętami, batami, łańcuchami, a nawet miotłami i trzepaczkami do dywanów. Nie ma natomiast dowodów, by milicjanci lub tłum używali broni palnej. Ofiary obrzucano wyzwiskami, opluwano, kopano, popychano, ciągnięto za włosy, okaleczano poprzez "skręcenie nosa", rzucano w nie kamieniami i płytami chodnikowymi. Znęcano się nad tymi, którzy upadli i nie mogli dalej iść; część z tych osób zabito. Niektóre grupy Żydów zmuszano do poruszania się na czworaka. W przemocy oprócz mężczyzn uczestniczyły także kobiety i wyrostki.
Pogromowi towarzyszyły antykomunistyczne i antysowieckie rytuały. Pewną grupę Żydów zmuszono do śpiewania rosyjskiej pieśni "Moja Moskwa" z podniesionymi rękoma. Inna grupa musiała krzyczeć "Chcemy Stalina!". W pobliżu Poczty Głównej tłum zrzucił na ziemię wielki plakat z wizerunkiem Stalina i podeptał go. Zdaniem Struvego i Himki poniżanie Żydów, na przykład poprzez zmuszanie przedstawicieli żydowskiej inteligencji do wykonywania upokarzających prac, stanowiło symboliczne odwrócenie awansu społecznego, jaki spotkał Żydów za czasów władzy sowieckiej. Inne rytuały stanowiły emanację radości z proklamacji niepodległości Ukrainy. Ukraińcy zmuszali Żydów do wykonywania pozdrowienia OUN-B "Sława Ukrajini-Herojam sława", któremu wówczas towarzyszył salut rzymski. Niekiedy zmuszano także do wykonywania pozdrowienia hitlerowskiego. 
Zajścia na ulicach nagrywała niemiecka kronika filmowa; na ulicy Kopernika sfilmowano wyłapywanie Żydów przez ukraińską milicję.

### "Brygidki"

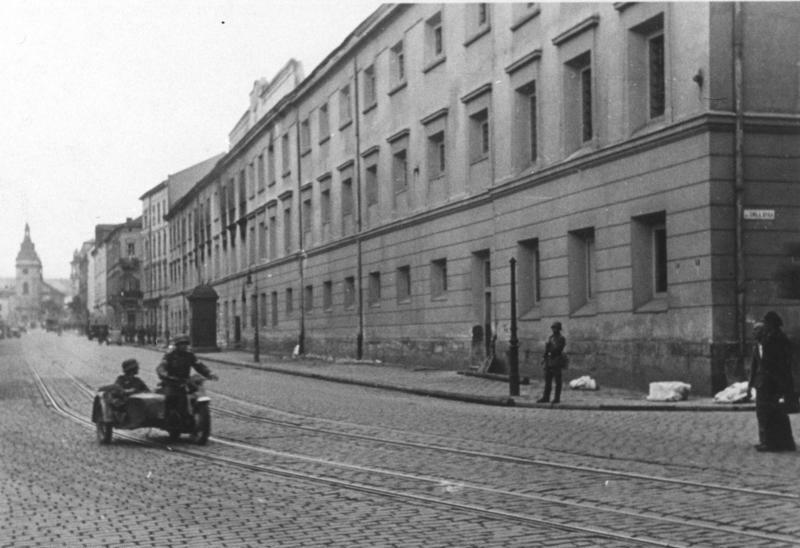
Więzienie przy ul. Kazimierzowskiej ("Brygidki"), 2 lipca 1941

"Brygidki" były otoczone kordonem żołnierzy w niemieckich mundurach, którzy trzymali tłum w pewnym oddaleniu od więzienia. Żydzi pracowali zarówno na zewnątrz więzienia, wybijając zamurowane okna, jak i w środku, wyciągając zwłoki z piwnic i układając je na wewnętrznym dziedzińcu. Przymusowych pracowników sprowadzono tylu, że zatłoczenie utrudniało pracę. Dla wielu nie było zajęcia (w ocenie Struvego na dziedzińcu zgromadzono około tysiąca osób). Odór rozkładających się zwłok był tak silny, że obecni na miejscu Niemcy nosili maski gazowe. Ze wspomnień świadków wynika, że w "Brygidkach" działały trzy grupy sprawców - esesmani lub policjanci (najprawdopodobniej członkowie Einsatzgruppe), żołnierze Wehrmachtu oraz ukraińscy milicjanci. Bili oni Żydów kolbami karabinów, prętami i batami, kopali tych, którzy padli na ziemię pod wpływem ciosów. Jeden z Niemców rzucił granat w tłum Żydów, zabijając kilka osób. Niemcy systematycznie rozstrzeliwali pojedyncze osoby; doszło także do zbiorowej egzekucji, w trakcie której esesmani lub policjanci rozstrzelali według różnych relacji od 30 do 200 osób. Zginęli w niej m.in. Jecheskiel Lewin i jego brat Aaron Lewin. Zastrzelono także Henryka Heschelesa, redaktora dziennika „Chwila”. Pozostali przy życiu Żydzi musieli wykopać grób dla rozstrzelanych i ich pochować. Wydobywanie zwłok ofiar NKWD było filmowane przez niemiecką ekipę filmową.
Około południa Niemiec, którego Kurt Lewin nazwał w swoich wspomnieniach "generałem", wstrzymał doprowadzanie nowych pracowników. Ukraińska milicja opuściła wówczas dziedziniec; pracę przy wydobywaniu zwłok kontynuowano. Według Lewina na miejscu pojawili się "żołnierze ukraińskiego legionu Bandery", którzy również maltretowali Żydów.
Wieczorem w "Brygidkach" przy życiu pozostało około 80 Żydów, których zwolniono do domu, zobowiązując do powrotu do pracy nazajutrz o godzinie 4. Niemcy dobili najciężej rannych.
Zdaniem Kaia Struvego "Brygidki" były miejscem, w którym 1 lipca padło najwięcej ofiar pogromu. Badacz ten powołuje się na szacunki Tadeusza Zadereckiego mówiące o 300 Żydach zabitych w "Brygidkach".

### Więzienie przy ul. Łąckiego

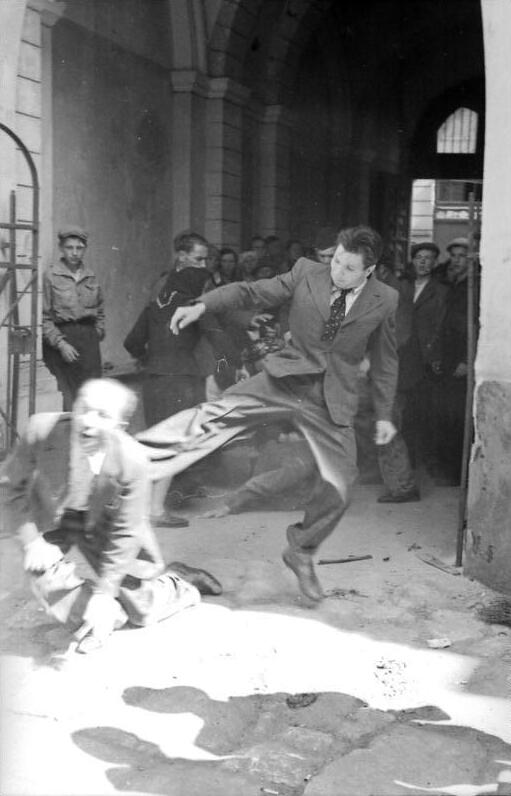
Cywil znęcający się nad Żydem, niemieckie zdjęcie zrobione 1 lipca 1941, wejście do aresztu śledczego NKWD we Lwowie (więzienia przy Łąckiego) od strony ul. Sapiehy

Przed bramą więzienia na ul. Łąckiego na przypędzanych czekał szpaler Ukraińców - mężczyzn i kobiet - którzy bili wchodzących Żydów pałkami i pięściami. Scenom bicia przyglądali się niemieccy oficerowie. Żydzi pracowali przy ekshumacji ciał i ładowaniu ich na wozy. Niemiecka kronika filmowa zarejestrowała też układanie zwłok na dziedzińcu i próby identyfikacji ich przez krewnych. Pracujących pilnowali żołnierze żandarmerii polowej. Wydarzenia obserwował zza płotu i z okien sąsiednich domów tłum gapiów , według Himki także z dachów. Ukraińcy nakazali Żydom oddać cenne przedmioty, które mieli przy sobie, w tym biżuterię i pieniądze.
Wśród przypędzonych do więzienia na ul. Łąckiego była grupa żydowskich kobiet i dzieci. Stefania Cang-Schutzmanowa wspominała, że kobiety były bite i poniżane, zdzierano z nich ubrania. Jej siostrę w widocznej ciąży kopano celowo w brzuch, w wyniku czego poroniła. Inny świadek, Alfred Monaster, relacjonował, że z grupy kobiet wybrano atrakcyjną Żydówkę, którą zgwałcono i zabito. Dość wcześnie jeden z Niemców pozwolił kobietom i dzieciom wrócić do domu. Tłum obrzucił wychodzącą grupę kamieniami. Zdaniem Rossolińskiego-Liebe był to wyraz dezaprobaty, że nie doszło do egzekucji, którą zapowiadał jeden z niemieckich oficerów.
Na dziedzińcu więzienia jeden z dowódców (Otto Rasch lub Erhard Kröger) wygłosił mowę do członków Einsatzkommando 6, w której obwinił Żydów o masakry więzienne.
Żydowscy mężczyźni pracowali przy ekshumacji do wieczora. Byli przy tym bici i kopani przez Niemców. Jak zeznawał Abraham Goldberg, po skończonej pracy nakazano im biegać wkoło po dziedzińcu z podniesionymi rękoma, czego nie wszyscy wytrzymali. Grupa 40-50 żołnierzy, których Goldberg zidentyfikował jako Ukraińców, ponieważ rozmawiali wyłącznie po ukraińsku, utworzyła szpaler, przez który przepędzono Żydów. Żołnierze bili biegnących i kłuli ich bagnetami. Jak twierdził Goldberg, skutkowało to śmiercią osób biegnących na przedzie. On sam upadł i udawał martwego, dzięki czemu ocalał. Znęcanie się nad Żydami przerwał niemiecki oficer mówiąc "W końcu nie jesteśmy bolszewikami".
W opinii Kaia Struvego w pogromie na terenie więzienia przy ul. Łąckiego zamordowano "wielu" Żydów, jednak liczba ofiar była mniejsza niż w "Brygidkach".

### Więzienie przy ul. Zamarstynowskiej
Przy wejściu do więzienia czekał liczny tłum cywilów ("miejski motłoch"), który znęcał się nad wchodzącymi Żydami. Bito gołymi rękami i różnymi przedmiotami, kopano, ciągnięto za włosy. Zygmund Tune wspominał, że były trzy grupy bijących: tłum przy wejściu tworzący szpaler, następnie stojący w bramie członkowie oddziału nazywanego przez niego „legionem ukraińskim”, a na dziedzińcu Ukraińcy z pałkami. Żydzi po pobiciu i okradzeniu z pieniędzy, cennych przedmiotów i dokumentów, które musieli rzucać na stos, byli trzymani na dziedzińcu. Wiele osób odarto z ubrania. Bito także łopatami i deskami z nabitymi gwoździami. Niemcy tolerowali bicie, a proszeni o interwencję odpowiadali: „To jest zemsta Ukraińców”.
Do więzienia przy Zamarstynowskiej przypędzono stosunkowo dużą liczbę kobiet, które trzymano do końca "akcji więziennej". Dochodziło wobec nich do przypadków przemocy seksualnej. Niemcy robili zdjęcia obnażonym i molestowanym kobietom twierdząc, że ukażą się one w "Stürmerze" (w rzeczywistości nigdy nie zostały one tam opublikowane).
Według wspomnień Rózi Wagner na dziedzińcu zgromadzono setki Żydów. Dano im zadanie obmywania zwłok ofiar NKWD i przygotowywania ich do transportu. Dla większości Żydów nie starczyło takiej pracy, wobec czego niektórzy czyścili gołymi rękami dziedziniec. Wciąż ich maltretowano i zabijano. Ludzie cierpieli z pragnienia (panowały wówczas letnie upały), umierali z upływu krwi. Ukraińcy zabili łopatami młodego Żyda, który próbował bronić maltretowaną matkę.
Zajścia na Zamarstynowskiej nagrywała niemiecka ekipa filmowa. Zachował się film z tych wydarzeń.
Jak wspominał Zygmunt Tune, około godziny 14 na dziedziniec sprowadzono karabin maszynowy i ustawiono ludzi jak do egzekucji. Wówczas pojawili się wysocy oficerowie Gestapo i odwołali egzekucję. Egzekucję szykowano i odwoływano kilkukrotnie.
Wieczorem Żydów zwolniono do domów, z wyjątkiem 25 osób, którym nakazano usunięcie ciał zabitych rodaków. Po wykonanej pracy ludzie ci również zostali wypuszczeni.
Zdaniem Kaia Struvego więzienie przy ul. Zamarstynowskiej było miejscem, w którym agresja tłumu podczas pogromu była największa, podczas gdy udział Niemców w przemocy był najmniejszy.

### Inne miejsca Lwowa
Do przemocy pogromowej dochodziło nie tylko w więzieniach i na ulicach prowadzących do nich, ale także w innych miejscach Lwowa. 
Jednym z takich miejsc był Rynek. Według świadków Żydów zmuszano tam do wykonywania różnych prac, często upokarzających. Kazimiera Poraj wspominała o zmuszeniu Żydów do sprzątania Rynku; mieli oni być przy tym bici przez „mówiących po ukraińsku żołnierzy z literami SS na kołnierzach”. Żydowskie kobiety musiały czyścić szalety na Rynku używając swoich ubrań. Bito je przy tym kablami. Inne relacje dotyczące Rynku mówią o zmuszeniu Żydów do zbierania rozbitego szkła z ziemi gołymi rękami. Gdy wózki ze szkłem były pełne, esesmani wywrócili je po to, by Żydzi zbierali szkło jeszcze raz. Starszą kobietę pchnięto przy tym na stertę tłuczki. Według Jana Rogowskiego to Ukraińcy zmuszali Żydów do zbierania szkła na oczach Niemców. Pracujący byli kopani przez ukraińskich milicjantów. Innym nakazano wymiatanie bruku gołymi rękami i chusteczkami do nosa, bijąc przy tym do krwi.
Felicja Heller widziała w innym miejscu, jak Niemcy i Ukraińcy zmusili jej sąsiadkę do czyszczenia bruku za pomocą szczoteczki do zębów, a także jak nakazali Żydowi nałożyć na głowę kapelusz pełen końskiego nawozu. Innym zdarzeniem widzianym przez nią w tych dniach było brutalne obcięcie brody staremu Żydowi przez trzech niemieckich oficerów; starzec, który w efekcie stracił przytomność, został przez nich skopany i pozostawiony na ulicy.
Jacob Gerstenfeld-Maltiel widział, jak na ulicy Sapiehy grupa bitych i poniżanych Żydów gołymi rękami zasypywała leje po bombach. Tuż obok sprawcy (grupa około 60 osób) związali ze sobą mężczyznę i kobietę, i nakazali im biec w przeciwnych kierunkach, nie szczędząc im ciosów.
Czesława Budyńska, którą zabrano do robót porządkowych wraz z około 150 osobami, widziała, jak po skończonej pracy Niemcy zmusili żydowskich mężczyzn do wejścia do basenu, a jeden z Niemców tyczką wpychał pływających mężczyzn pod wodę.
Częścią pogromu była przemoc seksualna wobec żydowskich kobiet, do której dochodziło nie tylko na terenie więzienia na Zamarstynowskiej, ale także w innych miejscach. Tłum zdzierał z kobiet ubrania i obnażone wystawiał na widok publiczny. Ofiary były popychane, ciągnięte za włosy, bite i ścigane po ulicach. Szkolnej przyjaciółce Rose Moskowicz, komunistce, obcięto włosy i pędzono ją nago ulicą. Kobieta po powrocie do domu popełniła samobójstwo. Zaderecki wspominał, że na ulicy Sykstuskiej grupa ukraińskich studentów rozebrała Żydówkę, wetknęła jej do pochwy rękojeść bata i pogoniła ją w kierunku więzienia na ulicy Łąckiego wśród szyderstw i ciosów. Dochodziło też do gwałtów. Aktów przemocy wobec kobiet dopuszczali się głównie dorośli mężczyźni, ale oprócz nich również nastolatkowie, a nawet dzieci.

### Interwencja rabina Lewina u abp. Szeptyckiego
1 lipca rano rabin postępowej gminy wyznaniowej we Lwowie Jecheskiel Lewin odwiedził w pałacu arcybiskupim głowę Kościoła greckokatolickiego abp. Andrzeja Szeptyckiego prosząc go o interwencję w celu przerwania pogromu. Przebieg spotkania jest znany jedynie z relacji z drugiej ręki. Kurt Lewin, syn Jecheskiela, który nie miał okazji porozmawiać z ojcem po spotkaniu u metropolity, twierdził, że Szeptycki był wstrząśnięty doniesieniami rabina o pogromie. Hierarcha miał mu obiecać interwencję u władz niemieckich, wysłanie duchownych na ulice celem uspokojenia sytuacji oraz zaoferować Lewinowi schronienie do czasu uspokojenia sytuacji, czemu rabin odmówił, stwierdzając, że musi dzielić los współwyznawców. Lewin wrócił do domu, gdzie już czekali na niego milicjanci, którzy zaprowadzili go na "Brygidki", gdzie został zamordowany. Według rabina Dawida Kahane abp Szeptycki miał także obiecać Lewinowi wystosowanie listu pasterskiego przestrzegającego grekokatolików przed udziałem w antyżydowskiej przemocy. Z kolei inny ocalony z Holokaustu, Edmund Kessler, twierdził, że abp Szeptycki nie zamierzał pomóc rabinowi i nie złożył mu żadnych obietnic.
Kilka dni po pogromie abp Szeptycki powiedział wdowie po Lewinie, że interweniował w Gestapo i ukraińskiej milicji w sprawie jej męża. Hierarcha zasugerował, że rabin mógł przeżyć pogrom.
Jak stwierdza John-Paul Himka, jeśli metropolita interweniował u władz, zrobił to ustnie, ponieważ nie zachowały się pisemne dowody takiej interwencji. Nie ma także dowodów na szeroko zakrojoną akcję greckokatolickiego duchowieństwa przeciw pogromowi; Himka przytacza dwa przypadki wzięcia Żydów w obronę przez księży tego wyznania we Lwowie w tym czasie. Nie jest znany list pasterski abp. Szeptyckiego, który byłby bezpośrednią reakcją na pogrom. Andrzej A. Zięba zauważa natomiast, że tego dnia (1 lipca 1941) Szeptycki napisał entuzjastyczny list pasterski witający Wehrmacht i uznający rząd Stećki. W liście wyraził nadzieję, że nowe władze "uwzględnią potrzeby i dobro wszystkich obywateli (...) bez względu na ich wiarę, narodowość i klasę społeczną". Zdaniem Himki aluzja do pogromów znalazła się w liście pasterskim Szeptyckiego z czerwca 1942, gdzie metropolita pisał: "Z głębokim bólem w sercu i obawą o przyszłość naszego narodu widzę, jak w wielu społecznościach żyją ludzie, których dusze i ręce są splamione niepotrzebnie przelaną krwią ich sąsiadów".

### Przerwanie pogromu
W rozkazie wydanym 30 czerwca o godzinie 17 dowódca XLIX Korpusu Wehrmachtu stwierdzał, że Lwów nie został jeszcze zabezpieczony przed "grabieżami i zajściami wszelkiego rodzaju" i "normalne warunki życia we wszystkich dziedzinach" nie zostały w nim przywrócone. Płk. Wintergerstowi zezwolono na ściągnięcie w tym celu do miasta wsparcia z 71 Dywizji, która w tym czasie stacjonowała pod Lwowem.
Prawdopodobnie po południu 1 lipca wojskowy komendant miasta lub inny wysoki dowódca Wehrmachtu (być może gen. Ludwig Kübler) wydał rozkaz przerwania pogromu. Uspokojenie sytuacji w tym czasie potwierdzają relacje żydowskie. Dieter Schenk, Dieter Pohl i Grzegorz Rossoliński-Liebe twierdzą, że nastąpiło to dopiero 2 lipca. Według Himki do pojedynczych aktów przemocy o charakterze pogromowym dochodziło w ciągu kilku dni po 1 lipca, na przykład podczas pogrzebów ofiar NKWD. Witold Mędykowski twierdzi, że pogrom trwał przez "kilka dni" po wkroczeniu Niemców do Lwowa.

## Liczba ofiar
Żydów zabitych w czasie pogromu nikt nie policzył, w związku z czym wszelkie podawane później liczby opierały się na plotkach lub były jedynie szacunkami, zdaniem Kaia Struvego często zawyżonymi. Na zawyżanie liczby ofiar pogromu lwowskiego miało wpływ także łączenie go z późniejszymi masakrami - egzekucjami z 5 lipca 1941 oraz Dniami Petlury (które z perspektywy ofiar wyglądały podobnie), co sprawiało, że pojawiała się liczba ofiar 4 tys. i więcej. 
Judenrat szacował, że w pogromie i egzekucjach zostało zamordowanych 2 tys. osób. Zdaniem Johna-Paula Himki na początku lipca 1941 we Lwowie zginęły "tysiące" Żydów. Encyclopedia of Camps and Ghettos podaje, że w pogromie zamordowano od 2 do 5 tys. Żydów.
W opinii Kaia Struvego i Bogdana Musiała rzeczywista liczba ofiar pogromu z przełomu czerwca i lipca 1941 we Lwowie wynosi kilkaset zabitych. Struve przyjmuje, że było to 500-700 osób.
W wyniku pogromu tysiące Żydów zostało rannych. Lekarz Marek Redner oceniał, że w dniu kulminacji pogromu rannych zostało kilka tysięcy osób.

## Organizacja pogromu i sprawcy
Nie są znane żadne dokumenty niemieckie lub ukraińskie, które potwierdzałyby zaplanowany charakter pogromu we Lwowie. Jednak zdaniem Johna-Paula Himki oraz Grzegorza Rossolińskiego-Liebe przebieg wydarzeń wskazuje, że doszło do planowych, skoordynowanych działań uczestników pogromu. Rossoliński-Liebe stawia hipotezę, iż Niemcy oraz przywództwo OUN-B odnotowując 30 czerwca istnienie w mieście fali wzburzenia z powodu morderstw NKWD, postanowili wykorzystać ją do wywołania pogromu. Zdaniem tego badacza najpóźniej wieczorem 30 czerwca doszło do uzgodnienia zasad współpracy pomiędzy Niemcami a Ukraińcami. Brak dokumentów potwierdzających istnienie takiego porozumienia tłumaczy on tym, że mogły zostać one zniszczone, lub uzgodnienia przeprowadzono ustnie.
Wśród sprawców pogromu wymienia się różne formacje i jednostki niemieckie (Einsatzkommanda, Policja Bezpieczeństwa, Gestapo, Wehrmacht i SD), ukraińską milicję oraz samą OUN, a także ludność Lwowa i okolic.

### Niemcy
Niemcy ponoszą ogólną odpowiedzialność za stworzenie warunków do wybuchu pogromu. Będąc odpowiedzialnymi za sytuację we Lwowie jako okupanci co najmniej tolerowali pogrom, a jest prawdopodobne, że do niego podżegali. Ponadto różne formacje i jednostki niemieckie brały udział w aktach przemocy, w tym w zabójstwach.
- Wehrmacht poprzez zmuszenie wyłącznie Żydów do wykonywania różnych prac, często upokarzających, wskazał ludności cywilnej, że Żydzi pod okupacją niemiecką stają się grupą ludności wyjętą spod prawa[144][145]. Wykorzystanie Żydów do ekshumacji ciał ofiar masakr więziennych przedstawiało ich jako winnych zbrodni NKWD[144]. Do czasu przerwania pogromu Wehrmacht tolerował go, co było zgodne z instrukcjami OKH mówiącymi, że „walki między lokalnymi mieszkańcami” nie są sprawą Wehrmachtu lub dzieją się za jego zgodą[146]. Ponadto żołnierze Wehrmachtu byli obecni na terenie więzień w czasie pogromu i mogli uczestniczyć w zabijaniu[147]. Kpt Josef Salminger, dowódca 3 batalionu 98 pułku górskiego, jednego z pododdziałów odpowiedzialnych za zabezpieczenie miasta, wydał 1 lipca rozkaz polecający swoim żołnierzom odwiedzenie więzień Lwowa celem naocznego przekonania się o zbrodniach "żydokomunistycznej bandy przestępców" i osobiście ich tam poprowadził. Jeden z żołnierzy 257 Dywizji Piechoty zapisał w dzienniku, że po wizycie w więzieniu, prawdopodobnie w "Brygidkach", zamierzał zastrzelić Żyda spotkanego na ulicy, ale ostatecznie przekazał go w ręce Ukraińców, którzy go rzekomo zabili[144]. John-Paul Himka nie wyklucza, że żołnierze 1 Dywizji Górskiej dokonywali rozstrzeliwań w dniu pogromu[147].
- Einsatzgruppe C - możliwy inspirator pogromu (część badaczy uznaje to za pewnik[68][138]) oraz jednostka prawdopodobnie odpowiedzialna za egzekucje w jego trakcie[147]. Z powojennych zeznań wynika, że członkowie Sonderkommando 4b i obu Einsatzkommand byli obecni na terenie więzień podczas pogromu[148]. Einsatzgruppe C składała się z funkcjonariuszy Sicherheitsdienst, Gestapo, Kripo, Waffen-SS i 9. batalionu policyjnego[149].

1 lipca przez Lwów przechodziły pododdziały dywizji Waffen-SS "Wiking" i ich żołnierze odwiedzali lwowskie więzienia. Według Struvego nie można wykluczyć, że także oni uczestniczyli w pogromie. Autor ten nie wyklucza też udziału policjantów z 311 batalionu policyjnego w wydarzeniach w "Brygidkach", choć wątpi, by dokonywali oni rozstrzeliwań.

### Ukraińscy nacjonaliści
- Ukraińska milicja - odpowiadała za wyłapywanie Żydów i eskortowanie ich do miejsc pracy przymusowej. Milicjanci dopuszczali się przy tym rabunków, bicia, znęcania się, a czasem zabójstw[152]. Wskazywana jako inicjator pogromu[138] i jego siła wiodąca[143].
- OUN-B - rola samej organizacji w pogromie nie jest do końca jasna[153]. Wynika to konspiracyjnego charakteru OUN-B i braku dokumentów (które być może zostały zniszczone dla zatarcia śladów)[154]. Z pewnością banderowcy zgodzili się na wykorzystanie milicji do pogromu przez Niemców. Stało to w sprzeczności z programem OUN-B, który odrzucał antyżydowskie pogromy na rzecz bardziej systematycznej przemocy[155]. Historycy (Kai Struve, John-Paul Himka) stawiają hipotezę, że kierownictwo OUN-B znając lub wyczuwając oczekiwania Niemców, zgodziło się na udział w pogromie, by się im przypodobać, pokazać bliskość programową w kwestii stosunku do Żydów i przekonać Niemców do idei powołania państwa ukraińskiego pod swoim kierownictwem[156][157]. Dużą rolę w ułatwieniu realizacji pogromów lwowskich odegrała antysemicka propaganda ukraińskich nacjonalistów z OUN-B[153][h]. Zdaniem Himki OUN-B "napędzała pogrom"[143].

### Ukraińsko-niemiecki batalion "Nachtigall"[a]
Wskutek komunistycznej kampanii dezinformacyjnej z lat 1959-1960 wymierzonej w Theodora Oberländera, ministra w rządzie Konrada Adenauera i byłego oficera "Nachtigalla", sprawą domniemanych zbrodni batalionu i samego Oberländera jednocześnie zajmowały się organa ścigania w NRD i NRF. W 1960 roku Oberländer został zaocznie skazany w procesie pokazowym w NRD; uznano go winnym wydawania żołnierzom "Nachtigalla" rozkazów zamordowania tysięcy ludzi. W tym samym roku zachodnioniemiecka prokuratura po śledztwie, które Grzegorz Rossoliński-Liebe nazywa "starannym", a Dieter Schenk "niedbale prowadzonym", umorzyła sprawę wobec ministra, nie doszukując się dowodów na wydawanie przez niego zbrodniczych rozkazów. Zeznania żydowskich świadków obciążające "Nachtigall" w związku z pogromem lwowskim, poza jednym, odrzucono jako niewiarygodne, ponieważ jakoby wpływ na nie miały publikacje prasowe. Za wiarygodne uznano jedynie zeznania Abrahama Goldberga dotyczące wydarzeń w więzieniu przy ulicy Łąckiego i w związku z tym przyjęto, że żołnierze 2. kompanii "Nachtigalla" najprawdopodobniej brali tam udział w pogromie i są winni śmierci "wielu Żydów". Pomimo to nie postawiono nikomu zarzutów, ponieważ nie zidentyfikowano żołnierzy odpowiedzialnych za te czyny. Zdaniem Kaia Struvego wybór prokuratury padł na 2. kompanię "Nachtigalla" tylko dlatego, że w jej przypadku prokuraturze nie udało się dotrzeć do jej kombatantów, co zostało błędnie odebrane jako ukrywanie się przed wymiarem sprawiedliwości, podczas gdy w przypadku 1. i 3. kompanii ich byli żołnierze złożyli zeznania, w których twierdzili, że nie uczestniczyli w pogromie, ponieważ mieli inne zadania i zostało to wzięte za dobrą monetę.
Jak twierdzi Kai Struve, istnieje szereg niemieckich dokumentów potwierdzających, że żołnierze batalionu "Nachtigall" pełnili służbę wartowniczą na terenie trzech więzień objętych pogromem co najmniej do wieczora 1 lipca. Liczne wspomnienia i zeznania żydowskich świadków, także te pochodzące przed sowieckiej i wschodnioniemieckiej kampanii propagandowej z lat 1959-1960, obciążają żołnierzy batalionu odpowiedzialnością za bicie Żydów w więzieniach i na ulicach Lwowa. Kurt Lewin przypisywał żołnierzom "Ukraińskiego Batalionu Bandery" znęcanie się nad Żydami na terenie "Brygidek". Według Dietera Schenka, powołującego się na zeznania Eliahu Jonesa ukraińscy żołnierze, nadzorujący wynoszenie i grzebanie ciał w "Brygidkach", także strzelali na dziedzińcu do pracujących Żydów. Zygmunt Tune widział "członków Legionu Ukraińskiego" bijących Żydów w wejściu do więzienia przy ul. Zamarstynowskiej. Żołnierze "Nachtigalla" prawdopodobnie najbardziej zaangażowali się w pogrom na terenie więzienia przy ul. Łąckiego, gdzie według świadectw żydowskich mieli popędzać i bić wywożących ciała Żydów, a potem na rozkaz niemieckiego oficera utworzyli szpaler i kłuli przebiegających Żydów bagnetami zabijając wielu z nich.
Także kombatant oddziału Wiktor Charkiw przyznawał, że niektórzy jego członkowie dopuścili się "ekscesów". 
Niemniej, w ocenie Kaia Struvego, "Nachtigall" był tylko jedną z grup sprawców, odpowiedzialną za stosunkowo niewielką część przemocy. 
Część aktów przemocy przypisywana żołnierzom batalionu mogła być w rzeczywistości dziełem ukraińskich tłumaczy, którzy nosili niemieckie mundury. Na możliwy udział ukraińskich tłumaczy w pogromie zwraca uwagę także Kai Struve. Argumentu tego używali sami kombatanci "Nachtigalla" broniąc się przed zarzutami w postępowaniu prokuratury.
Zdaniem Grzegorza Motyki i Johna-Paula Himki niektórzy żołnierze "Nachtigall" prawdopodobnie wzięli udział w pogromie Żydów we Lwowie, jednak nie jako zorganizowany oddział, ale pojedynczo. W 2008 roku Himka wyraził opinię, że jest to zgodna opinia badaczy Holocaustu.

### Ludność cywilna
W pogromie spontanicznie uczestniczyła ludność cywilna - mieszkańcy Lwowa oraz przybyli do niego chłopi z okolicznych wiosek. Ludzie przyłączali się do działań milicji, zatrzymywali Żydów na ulicach, lub zabierali ich z domów i pędzili w stronę więzień, gdzie także czekał tłum cywili. Dopuszczali się przy tym rabunków, różnych aktów agresji, a czasem zabójstw.
Pomimo tego, że w tym czasie we Lwowie ludność polska dominowała liczebnie nad ukraińską, w tłumie uczestników pogromu przeważali Ukraińcy. Polacy jako współsprawcy pojawiają się w mniejszości relacji świadków i byli postrzegani jako mniej niebezpieczni niż Ukraińcy. Rózia Wagner wspominała, że Żydzi bali się wychodzić z domu, ponieważ na ulicach trwało „ukraińskie święto”. Niektórzy Żydzi ubierali stroje w barwach ukraińskich zorientowawszy się, że zapewnia to bezpieczeństwo.
W relacjach żydowskich tłum często był określany jako "motłoch" lub "szumowiny", co sugeruje, że cywilni uczestnicy pogromu pochodzili głównie z dołów społecznych. Rossoliński-Liebe uważa, że Ukraińcy zaangażowani w pogrom pochodzili z różnych warstw społecznych i grup zawodowych. Autor ten zwraca uwagę na liczny udział w pogromie ukraińskiej młodzieży, w tym studentów. Zdaniem Delphine Bechtel dużą rolę w pogromach w Galicji Wschodniej odegrały ukraińskie elity (nauczyciele, duchowieństwo, lekarze, aptekarze, adwokaci).

## Masowa egzekucja z 5 lipca 1941
3 lipca Niemcy przy pomocy ukraińskiej milicji (która od 2 lipca operacyjnie podlegała niemieckiej Policji Bezpieczeństwa) ponownie rozpoczęli aresztowania żydowskich mężczyzn. Aresztowanych zabierano na komisariaty milicji, gdzie czasem spędzali noc, a potem zapędzano na nieczynne lodowisko przy ulicy Pełczyńskiej, gdzie przejmowali ich Niemcy. Część osób aresztowano na podstawie list proskrypcyjnych; znajdowały się na nich osoby podejrzewane o sympatie prosowieckie. 
Dawne lodowisko było otoczone wałem tworzącym rodzaj trybuny, na której stali Niemcy i Ukraińcy. Na arenie zgromadzono około 2-3 tysięcy żydowskich mężczyzn. Teren był oświetlony i otoczony karabinami maszynowymi. Do domów zwolniono młodocianych, osoby starsze, a także rzemieślników i wyspecjalizowanych robotników. Na komisariatach oraz na lodowisku dochodziło do aktów znęcania się nad Żydami. Grupie ortodoksyjnych Żydów brutalnie obcięto brody. Według wspomnień świadków ofiarom kazano położyć się i utworzyć "most", po którym chodzili oprawcy. Grupę Żydów Niemcy gonili po placu bijąc do upadku. Ofiary trzymano na arenie przez dwa dni bez jedzenia i picia.
Od rana 5 lipca Żydów wywożono ciężarówkami do lasu w pobliżu Lewandówki pod Lwowem, gdzie rozstrzeliwały ich plutony egzekucyjne Einsatzkommando 6 pod dowództwem Otto Rascha. Po południu dokonywanie egzekucji przejęło Einsatzkommando 5. W rozstrzeliwaniach prawdopodobnie uczestniczyło Einsatzkommando Lemberg. W ładowaniu ofiar na ciężarówki uczestniczyła ukraińska milicja. Zdaniem Rossolińskiego-Liebe milicjanci prawdopodobnie doprowadzali ofiary do "dołów śmierci".
Na arenie przy ul. Pełczyńskiej pozostała mała grupa Żydów, którą po pobiciu wypuszczono.
Z niemieckich dokumentów oraz powojennych zeznań wynika, że 5 lipca Einsatzgruppe C oraz Einsatzkommando Lemberg rozstrzelały łącznie około 1 tys. osób. Zdaniem Kaia Struvego liczba ofiar mogła być wyższa, około 2 tys. lub więcej. Rossoliński-Liebe szacuje, że zamordowano od 2,5 do 3 tys. Żydów. Sowiecka nadzwyczajna komisja ustaliła, że 4 i 5 lipca aresztowano około 2 tys. osób, z czego 600 zwolniono, a 1400 rozstrzelano.
16 lipca Einsatzgruppe C raportowała, że Sicherheitspolizei rozstrzelała do tej pory we Lwowie 7 tys. Żydów. Struve uważa tę liczbę za znacznie zawyżoną, być może za pomyłkę pisarską. Inne dokumenty i zeznania niemieckie nie potwierdzają tak wysokiej liczby ofiar.
Zeznania złożone po wojnie przez członków jednostki Rascha wskazują, że masowe egzekucje lwowskich Żydów zostały zarządzone przez samego Adolfa Hitlera.
Wydarzenia z 3-5 lipca charakteryzowały się brakiem udziału ludności cywilnej w przemocy. Rossoliński-Liebe uważa je za kolejną fazę pogromu; Delphine Bechtel za osobny pogrom.

## Dni Petlury
Kolejnym wydarzeniem we Lwowie opisywanym czasem w kategoriach pogromu były tzw. Dni Petlury. Była to zaplanowana akcja niemieckiej Policji Bezpieczeństwa przeprowadzona przy pomocy ukraińskiej milicji. Wczesnym rankiem 25 lipca 1941 milicja przystąpiła do wkraczania do żydowskich domów, dokonując rewizji i aresztowań. Aresztowanych Żydów, głównie mężczyzn kierowano do komisariatów milicji, a stamtąd do więzienia przy ul. Łąckiego. Milicji towarzyszyli bojówkarze ukraińscy – uzbrojeni w kije chłopi przybyli z okolicznych wsi, ugoszczeni przez władze niemieckie całonocną zakrapianą alkoholem biesiadą. Po wkroczeniu oprawców do mieszkań zajmowanych przez ludność żydowską, sprawcy plądrowali lokale i niszczyli mienie. Zdarzały się przypadki bicia, a nawet zabójstw Żydów pędzonych ulicami przez milicję i bojówkarzy. Do tych aktów przemocy prawdopodobnie dołączył się margines społeczny, także wywodzący się z Polaków.
Żydów trzymano na terenie więzienia przy ul. Łąckiego bez jedzenia i picia do następnego dnia, nieustannie bijąc. 26 lipca, po wypuszczeniu do domów przedstawicieli niektórych zawodów, Żydów załadowano na ciężarówki i wywieziono do kopalni piasku koło wsi Lesienice pod Lwowem, gdzie byli oni rozstrzeliwani najpewniej przez funkcjonariuszy Einsatzkommando Lemberg. Istnieją przesłanki, że aresztowania i egzekucje trwały do 28 lipca włącznie. 
Historycy oceniają, że podczas Dni Petlury zamordowano od 1 do 2 tys. ludzi. We wspomnieniach ocalonych Żydów pojawiały się zawyżone szacunki liczby ofiar sięgające 10, a nawet 15 tys. zabitych.
Z klasyfikacją Dni Petlury jako pogromu nie zgadza się Kai Struve. Zdaniem tego badacza była to zaplanowana niemiecka egzekucja.

## Dezinformacja na temat pogromu
W październiku 1943 roku Krajowy Prowid OUN-B polecił "zbieranie" dokumentów, które świadczyłyby, że Niemcy dokonali zagłady Żydów bez udziału ukraińskiej policji. Polecano także poszukiwać i wytwarzać dokumenty, które wskazywałyby, że to Polacy inicjowali i przeprowadzali pogromy antyżydowskie. W 2008 roku Służba Bezpieczeństwa Ukrainy opublikowała dokument archiwalny zwany "Księgą faktów" mający być kroniką działań OUN-B od marca do września 1941 roku. W dokumencie zapisano, że OUN-B odmówiła Gestapo wzięcia udziału w pogromach lwowskich w 1941 roku. Per Anders Rudling, Marco Carynnyk i John-Paul Himka uznają ten dokument za fałszerstwo. W opinii Rudlinga "Księga faktów" powstała w związku z dyspozycją Krajowego Prowidu OUN-B z października 1943.
Według Johna-Paula Himki w wyniku sowieckiej i wschodnioniemieckiej kampanii dezinformacyjnej batalion "Nachtigall" był początkowo uważany za organizatora pogromu lwowskiego.
W 2014 roku John-Paul Himka skrytykował wystawę w Muzeum Pamięci Narodowej „Więzienie przy Łąckiego” we Lwowie (w jej stanie z 3 czerwca 2010 roku) za przemilczanie faktu, że więzienie było jedną z głównych aren pogromu lwowskiego oraz Dni Petlury. Krytykę Himki wzbudziło także przemilczanie roli ukraińskich nacjonalistów w pogromach Żydów.

## Odniesienia w kulturze
Pierwszy pogrom lwowski został ukazany w powieści Jonathana Littella Łaskawe.
Agnieszka Gajewska wysunęła tezę, że do masakr więziennych NKWD we Lwowie i późniejszych pogromów Żydów nawiązują niektóre dzieła Stanisława Lema (Głos Pana, Eden, Niezwyciężony). Kamienica, w której w czerwcu 1941 roku mieszkała rodzina Lemów, była położona w sąsiedztwie „Brygidek”, stąd możliwe, że pisarz nawiązał w ten sposób do własnych przeżyć wojennych.